# Systasis longula
Systasis longula är en stekelart som beskrevs av Boucek 1956. Systasis longula ingår i släktet Systasis och familjen puppglanssteklar. Inga underarter finns listade i Catalogue of Life.